# Rouwaida Attieh
Pour les articles homonymes, voir Attieh.
Rouwaida Attieh (en arabe : رويدا عطية) (née le 1er juillet 1982 a Talklakh, en Syrie) est une chanteuse syrienne. Elle est devenue célèbre après être arrivée à la 2e place dans la 1re saison de SuperStar (la version arabe de Nouvelle Star) en 2003. Aux côtés du libanais Melhem Zein, elle était partie favorite pour remporter le titre, qui a été finalement remporté par la jordanienne Diana Karazon. Elle est également un des nouveaux grands noms de la chanson arabe, travaillant avec des grands comme le compositeur libanais Imad Shamseddine (à qui sont certains des plus grands succès de Najwa Karam), le grand chanteur Wadih El Safi et le compositeur égyptien Salah El Sharnoubi (qui a composé les derniers hits de Warda Al Jazairia).

## Enfance et débuts
Rouwaida, née Obayda, est la fille de Haydar et Najida Attieh, tous deux syriens. Dès son plus jeune âge, elle passait son temps à regarder les concerts d’Oum Kalthoum (elle apprit la chanson «Enta Omri » à l’âge de cinq ans. Son père, fasciné par son talent, l’encouragea à étudier la musique. Elle jouait de l’oud et participa activement dans plusieurs clubs pour préserver le folklore de la chanson arabe. À 21 ans, elle décida de passer les auditions pour la première saison de SuperStar. Elle se démarqua aisément avec sa voix puissante, parfaitement adaptée au dabkeh ou à la chanson traditionnelle arabe. Elle fut longtemps favorite (avec le Libanais Melhem Zein) pour remporter le titre, mais finalement elle perd contre la Jordanienne Diana Karazon. Mais malgré cette défaite, Rouwaida prouve l’étendue de son talent et n’aura rien à envier à sa rivale en ce qui concerne la carrière.